# 西帝汶

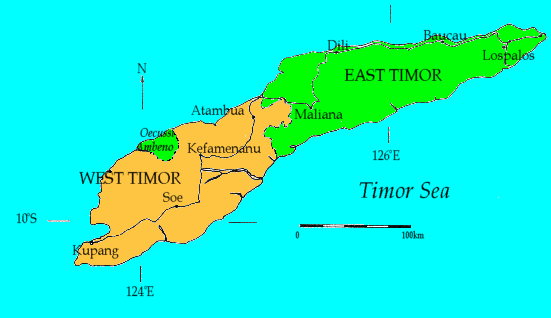
帝汶岛地图（橙色部分为西帝汶，绿色部分为东帝汶），未显示附属岛屿

西帝汶为马来群岛小巽他群岛中帝汶岛的西半部，现为印度尼西亚共和国东努沙登加拉省的一部分，与东帝汶民主共和国接壤。
在殖民时期，西帝汶被称为荷属帝汶（荷蘭語：Nederlands-Timor），为荷兰殖民地荷属东印度的一部分，在1945年至1949年印度尼西亚从荷兰独立出来的战争中是反对独立者的中心之一。
从1949年到1975年，西帝汶被称为印尼帝汶。

## 历史

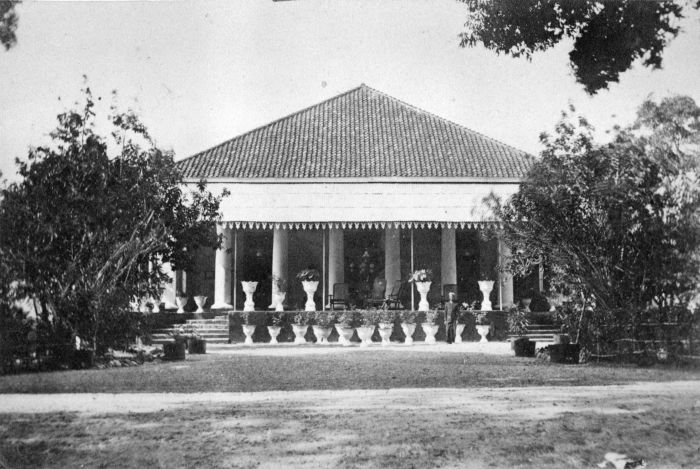
古邦的荷兰驻在员公署（约1900年）

欧洲人对帝汶岛的殖民始于16世纪。尽管1520年葡萄牙宣布拥有帝汶岛，但1650年荷兰人通过荷兰东印度公司入驻西帝汶，迫使葡萄牙人迁往东帝汶。荷兰东印度公司于1799年解体，随后西帝汶正式归于荷兰政府统治。1859年葡萄牙与荷兰签订条约，经1893年的修改，1914年最终确定了今日东、西帝汶的分界。
在荷兰殖民时期，西帝汶是属于荷属东印度的一个驻在员辖区。
第二次世界大战期间，日本于1942年至1943年占领整个帝汶岛。印度尼西亚独立后，西帝汶成为新成立的印度尼西亚共和国的一部分。
1999年东帝汶危机因东帝汶公投宣布独立而爆发，亲印尼的东帝汶民兵组织制造了血腥的暴力屠杀事件。随着以澳大利亚为首的驻东帝汶国际部队进驻东帝汶，亲印尼民兵和20多万东帝汶人逃入与东帝汶接壤的西帝汶成为难民。在联合国难民署的帮助下，大量难民返回东帝汶，但引起亲印尼民兵以这些难民为人质的报复，致使东、西帝汶治安局势不稳。2000年9月6日，三名分别来自克罗地亚、波多黎各和埃塞俄比亚的联合国难民署雇员在驻西帝汶阿坦布阿办事处遭5000名携带大砍刀的亲印尼民兵攻击而身亡，西帝汶与东帝汶交界处的一个主要的难民营就位于事发地附近。

## 地理
西帝汶面积为15,850平方（6,120平方英里）。西帝汶的最高点是穆蒂斯山，海拔2,427（7,963英尺）。

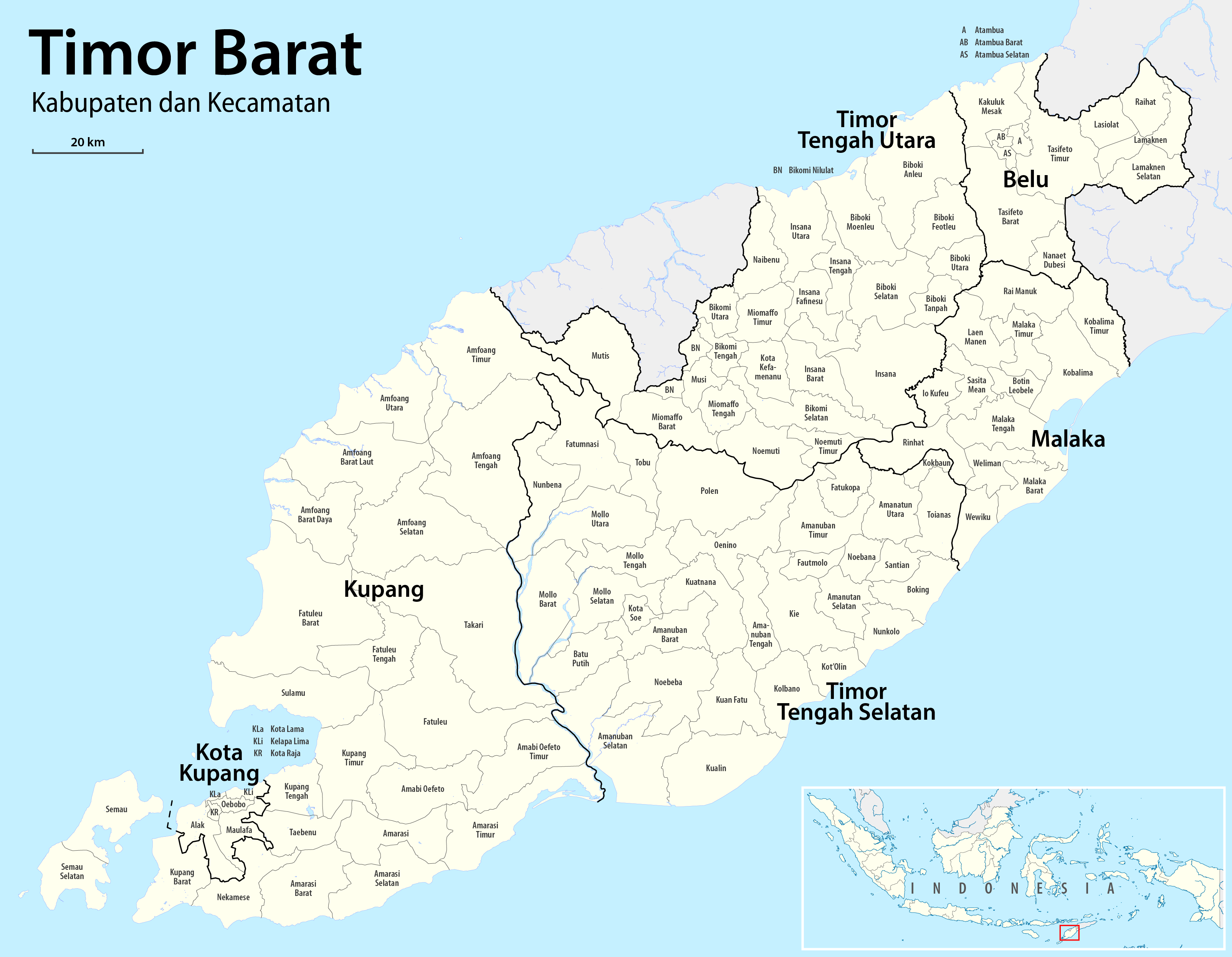
西帝汶行政区划图

印度尼西亚最南端的岛屿罗地岛位于西帝汶西南方。
古邦是西帝汶的最大城镇和主要港市，它也是东努沙登加拉省的省会。

## 行政区划
从行政区划来看，西帝汶包括了除欧库西-安贝诺县（现属东帝汶民主共和国）外的帝汶岛西半部分，是印度尼西亚东努沙登加拉省的一部分。
在行政区划上西帝汶原先分为古邦市（省辖市，与县同级）和四个县，从西往东依次为：古邦县、中南帝汶县、中北帝汶县和贝卢县。2012年从贝卢县南部析出马拉卡县。在2002年和2009年，分别从古邦县析出罗地-恩道县（包括西帝汶西南方的罗地岛和恩道岛等岛屿）和萨武-赖朱阿县（包括西帝汶西方的萨武群岛），这两个县不再属于西帝汶。西帝汶人口占整个东努沙登加拉省人口的35.5%。
| 县市名     | 治所       | 建制时间 | 建制法令                        | 面积（km²） | 人口 （2019年普查 |
| ---------- | ---------- | -------- | ------------------------------- | ----------- | ----------------- |
| 古邦县     | 古邦       | 1958年   | 1958年第69号法令 （UU 69/1958） | 5,898.18    | 402,000           |
| 中南帝汶县 | 索埃       | 1958年   | 1958年第69号法令 （UU 69/1958） | 3,947.00    | 466,000           |
| 中北帝汶县 | 克法梅纳努 | 1958年   | 1958年第69号法令 （UU 69/1958） | 2,669.66    | 256,000           |
| 贝卢县     | 阿坦布阿   | 1958年   | 1958年第69号法令 （UU 69/1958） | 1,284.94    | 226,000           |
| 马拉卡县   | 贝通       | 2012年   | 2012年第69号法令 （UU 69/2012） | 1,160.63    | 190,000           |
| 古邦市     | *          |          |                                 | 160.34      | 438,000           |
| 西帝汶     | 古邦       |          |                                 | 15,120.83   | 1,978,000         |

## 居民与人口
西帝汶的主要宗教有天主教（信徒占总人口的56%）、基督新教（35%）和伊斯兰教（8%）。截止2008年，西帝汶居民人口总数约180万，其中一些人是1999年东帝汶危机时从东帝汶逃亡西帝汶的难民。
除了印度尼西亚的国语印度尼西亚语，西帝汶的当地语言与东帝汶一样属南岛语系的支系，包括瓦布梅托语、德顿语、恩道语、罗地语和赫龙语等。殖民时代的官方语言荷兰语如今只有老人们使用了。

## 经济
西帝汶的平均失业率为2.39%。1998年时30%的西帝汶人生活在贫困线以下，2012年时这一比例依旧没变。该地主要经济为农业，当地人用刀耕火种的方式种植玉米、大米、咖啡树、椰子树和水果。该地还进行伐木业，木材种类有桉树、檀香木、柚木、蔷薇木和竹。